# Марьянник лесной
Марья́нник лесно́й (лат. Melampýrum sylvaticum) — однолетнее травянистое растение, вид рода Марьянник (Melampyrum) семейства Заразиховые (Orobanchaceae).

## Ботаническое описание
Растение 8—10(40) см высотой, почти голое или покрытое редкими, белыми, короткими, вниз отклонёнными волосками.
Стебель голый или опушённый, простой, прямой или ветвистый; ветви прямые, длинные, отогнутые.
Листья эллиптические, 3—7 см длиной, 0,4—1 см или 1—1,2 см шириной или линейно-ланцетные, 2—3 мм шириной, длинно заострённые, почти сидячие или на черешках 1 мм длиной, цельнокрайные, голые или с редкими белыми волосками с обеих сторон и по краю с ресничками.
Цветки на опушённых цветоножках, одиночные, в пазухах верхних листьев и прицветников, в однобокой, колосовидной, редкой кисти, 5—11 см длиной и 0,8—1,5 см шириной. Прицветники сходные по форме с листьями, ланцетные или линейно-ланцетные, 2—6 см длиной, 3—7 мм шириной, цельнокрайные или верхние в основании с 1—2 короткими, яйцевидно-ланцетными, отклонёнными, острыми зубчиками. Чашечка 4—7 мм длиной, опушённая, с трубкой 2—3 мм длиной и яйцевидно-ланцетными, острыми, 2—4 мм длиной, отклонёнными зубцами, по жилкам и по краю мелко, коротко волосистыми. Венчик золотистый или тёмно-жёлтый, 0,8—1 см длиной, с сильно изогнутой трубкой и верхней губой, равной нижней. Тычинки с пыльниками 1—1,5 мм длиной, с равными, остроконечными придатками. Завязь эллиптическая, 1,5—2 мм длиной, 1 мм шириной. Столбик в 4—5 раз длиннее завязи, голый.
Коробочка эллиптически-ланцетная или яйцевидная, заострённая, почти прямая, 7—8 мм длиной, 4,5 мм шириной, почти равная чашечке, коричневая, голая, края створок утолщённые, голые. Семена буроватые, продолговатые, 5—6 мм длиной, 2 мм шириной, гладкие. Цветёт с июня по август.
Вид описан из Западной Европы.

## Распространение и экология
Европа: Скандинавия (в том числе Арктическая), Исландия, горы Средней Европы, Карелия (на юг до Онежского озера), бассейны Пинеги и Печоры, Приполярный и Средний Урал (на юге на наиболее высоких вершинах); Арктическая часть России: Мурман, почти весь Канин, побережье Чёшской губы, западная часть Малоземельской тундры, низовья Печоры.
Растёт в хвойных и смешанных лесах, в кустарниках по берегам речек и озёр, на лесных луговинах и заболоченных лугах.

## Классификация

### Таксономическое положение
- Melampyrum sylvaticum L., 1753, Sp. Pl. : 605

Вид Марьянник лесной включается в род Марьянник (Melampyrum) включается в семейство Заразиховые (Orobanchaceae) порядка Ясноткоцветные (Lamiales), последовательно входящего в более крупные клады Ламииды → Астериды → Суперастериды → Эвдикоты → Цветковые растения. Таксономическая схема в соответствии с Системой APG IV по состоянию на июнь 2024 года:
|  |                          |  |                                   |                                   |                       |  | еще 23 семейства | еще 23 семейства |                      |  |  |  | еще 43 подтвержденных вида и 17 видов, ожидающих подтверждения |
|  |                          |  |                                   |                                   |                       |  | еще 23 семейства | еще 23 семейства |                      |  |  |  | еще 43 подтвержденных вида и 17 видов, ожидающих подтверждения |
|  |                          |  |                                   | порядок Ясноткоцветные            |                       |  |                  |                  | род Марьянник        |  |  |  |                                                                |
|  |                          |  |                                   | порядок Ясноткоцветные            |                       |  |                  |                  | род Марьянник        |  |  |  |                                                                |
|  | клада Цветковые растения |  |                                   |                                   | семейство Заразиховые |  |                  |                  | вид Марьянник лесной |  |  |  |                                                                |
|  | клада Цветковые растения |  |                                   |                                   | семейство Заразиховые |  |                  |                  |                      |  |  |  |                                                                |
|  |                          |  | ещё 63 порядка цветковых растений | ещё 63 порядка цветковых растений |                       |  |                  | еще 98 родов     | еще 98 родов         |  |  |  |                                                                |
|  |                          |  |                                   | ещё 63 порядка цветковых растений |                       |  |                  |                  | еще 98 родов         |  |  |  |                                                                |

### Синонимы
- Melampyrum aestivale Ronniger & Schinz
- Melampyrum alpestre Pers.
- Melampyrum carpaticum Schult.
- Melampyrum dentatum Schur
- Melampyrum hians Gilib.
- Melampyrum hyans Gilib.
- Melampyrum intermedium Ronniger & Schinz
- Melampyrum intermedium E.P.Perrier & Songeon
- Melampyrum laricetorum A.Kern. ex Dalla Torre
- Melampyrum nanum Fritsch
- Melampyrum nemorosum prol. intermedium (Perrier & Songeon) Rouy
- Melampyrum subsilvaticum Schinz & Ronniger
- Melampyrum sylvaticum f. decumbens C.G.Westerl.
- Melampyrum sylvaticum f. pseudonemorosum Montell
- Melampyrum sylvaticum f. subovatum C.G.Westerl.
- Melampyrum sylvaticum f. versicolor Lindstr.
- Melampyrum sylvaticum subsp. aestivale (Ronniger & Schinz) Soó
- Melampyrum sylvaticum subsp. carpathicum (Schult.) Soó
- Melampyrum sylvaticum subsp. carpaticum (Schult.) Soó
- Melampyrum sylvaticum subsp. intermedium Ronniger
- Melampyrum sylvaticum subsp. subsilvaticum (Schinz & Ronniger) Soó
- Melampyrum sylvaticum subsp. transsilvanicum (Schur) Soó
- Melampyrum sylvaticum var. aestivale (Ronniger & Schinz) Hartl
- Melampyrum sylvaticum var. bicolor Behm
- Melampyrum sylvaticum var. intermedium (Ronniger) Hartl
- Melampyrum sylvaticum var. laricetorum (A.Kern. ex Dalla Torre) Beauverd
- Melampyrum sylvaticum var. santicanum (Ronniger) Hartl
- Melampyrum transsilvanicum Schur